# Mil colores
Mil colores è un singolo del rapper argentino Duki, pubblicato il 4 giugno 2017.

## Tracce
1. Mil colores – 3:04